# Kamenný most (Bošilec)
Kamenný most císařské silnice přes Bukovský potok severně od vsi Bošilec v okrese České Budějovice je chráněn jako kulturní památka.

## Historie
Kamenný most byl postaven v letech 1753 až 1755 během stavby císařské silnice. Roku 1823 byl most přestavěn. Byly rozšířeny boky mostu, což dokazuje i dokreslení ve stabilním katastru a odkryté zdivo pod mostními oblouky. Po mostu se kromě okolních obyvatel přepravovali i panovníci při cestě do Prahy. Na konci druhé světové války byl podminován.
Most byl součástí hlavní komunikace až do roku 1992, kdy byla jihovýchodně od mostu postavena přeložka silnice I/3. Dne 8. srpna 2020 byl most prohlášen za kulturní památku.

## Popis
Dvouobloukový most má délku 27,8 metru. Šířka jednotlivých oblouků je 6 metrů a výška včetně zábradlí 4,8 metru. Šířka vozovky, rozšiřovaná v minulosti, je 8,6 metru. Zábradlí je osázeno kamennými deskami. Most šikmo překonává Bukovský potok.
Most je příkladem dopravní technické stavby a konstrukční technologie 18. století.

## V kultuře
Tento most může být mostem z lidové písně „Na tom bošileckým mostku“. Je však pravděpodobné, že oním „Bošileckým mostkem“ je gotický most přes Bošilecký potok na hrázi Bošileckého rybníka.
| „              | Na tom bošileckym mostku hrály tam dvě panny v kostku | “ |
| — lidová píseň |                                                       |   |